# Васильєв Ігор Сергійович (політик)
Ігор Сергійович Васильєв (нар. 25 серпня 1984, Полтава) — український підприємець, спеціаліст з ІТ-технологій. Народний депутат України 9-го скликання.

## Життєпис
Закінчив Українську академію банківської справи («Банківська справа»), Київський університет ім. Шевченка («Державна служба»).
Працював у фінансових установах.
Кандидат у народні депутати від партії «Слуга народу» на парламентських виборах 2019 року (виборчий округ № 158, частина Зарічного району в Сумах, Білопільський, Краснопільський, Сумський райони). На час виборів: фізична особа-підприємець, живе в Києві. Безпартійний.
Член Комітету Верховної Ради України з питань цифрової трансформації.
Керівник групи з міжпарламентських зв'язків з Португальською Республікою.
Сумська міська рада встановила орендну плату нардепу Ігорю Васильєву за оренду нежитлового приміщення комунальної власності в розмірі 24 гривні на рік. Про це повідомили журналісти «Наших грошей» з посиланням на інтернет-видання Sumy.today. Відповідне рішення депутати ухвалили на сесії 16 жовтня. Нерухомість, яку орендує Васильєв, розташована у будівлі колишньої станції юного техніка. Цю будівлю площею 3653 м2 раніше Сумська міськрада придбала у Сумського НВО за ціною 13,04 млн грн.
7 лютого 2024 року проголосував за ухвалення законопроєкту № 10449 про мобілізацію в першому читанні.
Станом на червень 2024 року не поставив свій підписи на підтримку законопроєкту про заборону УПЦ МП «Про внесення змін до деяких законів України щодо діяльності в Україні релігійних організацій» (№ 8371).

## Родина
Одружений, дружина Ірина. Доньки Меланія (2017 р.н.) та І. (2019 р.н.).